# Spjutvik
Spjutvik est une localité du comté de Nordland, en Norvège.

## Géographie
Administrativement, Spjutvik fait partie de la kommune de Sortland.